# Jan Domarski
Jan Domarski est un footballeur international polonais. Il évoluait au poste de milieu de terrain.

## Biographie
Il joue 17 matches officiels avec la sélection nationale polonaise, et termine notamment 3e de la Coupe du monde 1974 en Allemagne.
Il reste célèbre pour avoir offert le but de la victoire à sa sélection nationale, le 17 octobre 1973 face à l'Angleterre, leur permettant de se qualifier pour la Coupe du monde.
En club, il brille d'abord au Stal Rzeszów. Il obtient ensuite la plupart de ses titres au Stal Mielec, avant de s'exporter dans le championnat de France au Nîmes Olympique, pour trois saisons.

## Palmarès
- Champion de Pologne en 1973 et 1976 avec le Stal Mielec
- Finaliste de la Coupe de Pologne en 1976 avec le Stal Mielec